# 1987 год в истории метрополитена
В этой статье перечисляются основные  события из истории метрополитенов в 1987 году. Полужирным шрифтом выделены открытия новых транспортных систем.

## События
- 4 января — открыта станция Ереванского метрополитена «Спандарян храпарак» (ныне «Гарегин Нждэ храпарак»).
- 1 апреля — временно прекращено движение на Святошинско-Броварской линии Киевского метрополитена на участке между станциями «Крещатик» и «Университет» для врезки тоннелей к станции «Ленинская».
- 10 апреля — открытие на линии Чхоллима Пхеньянского метрополитена станций «Ёнгван» и «Пухын».
- 11 июля — открыта станция «Страшницка» Линии A Пражского метрополитена.
- 8 августа — открыты станции Горьковского метрополитена «Автозаводская» и «Комсомольская».
- 27 сентября — открыт Каирский метрополитен.
- 1 октября: 
  - открыта 49-я станция Ленинградского метрополитена «Улица Дыбенко».
  - возобновлено сквозное движение на Святошинско-Броварской линии Киевского метрополитена от станции «Святошино» до станции «Пионерская». Станцию «Ленинская» поезда временно проезжают без остановки.
- 6 ноября - открыты станции:
  - «Коньково» и «Тёплый стан» в Московском метрополитене.
  - «Ленинская» (ныне «Театральная») в Киевском метрополитене.
- 7 ноября — на Узбекистанской линии Ташкентского метрополитена открыты станции «Машиностроителей» (ныне «Машинасозлар») и «Чкаловская» (ныне «Дустлик»).
- 26 декабря — открыта первая очередь Куйбышевского метрополитена, со станциями: «Юнгородок», «Кировская», «Безымянка», «Победа».
- 31 декабря — открыты станции:
  - «Чеховская» в Московском метрополитене.
  - «Сибирская» и «Площадь Гарина-Михайловского» в Новосибирском метрополитене.

## Происшествия
| Дата      | Метро      | Погибли | Пострадали | Описание |
| --------- | ---------- | ------- | ---------- | --- |
| 20 апреля | Московское | 0       | 0          | Пожар в поезде на станции «Павелецкая» Горьковско-Замоскворецкой линии, в результате которого пострадала облицовка станции. Причиной возгорания было короткое замыкание в силовой электрической схеме вагона. |
| 18 ноября | Лондонское | 31      | 100        | Пожар на станции «Кингс-Кросс Сент-Панкрас», начавшийся под деревянным эскалатором, обслуживавшим линию Пикадилли, превратился в стену огня, вырвавшуюся в зал с билетными кассами.                           |